# 楊思標
楊思標（1920年6月4日—2021年5月26日），台灣胸腔內科醫師(胸腔專科天字第一號)，日本東京新潟大學醫學博士。曾任臺大醫院院長、台灣大學醫學院院長、慈濟護專（今慈濟科技大學）首任校長。

## 生平

### 早年生涯
楊思標於1920年生於台灣新竹，父親楊良為新竹富商既台灣文化協會理事。1926年就讀新竹第一公學校（今新竹市新竹國民小學），1933年就讀新竹中學，1936年進入台北高等學校就讀。18歲時無意間在在健康檢查中發現感染結核病，幸病情不嚴重，住院休養後回復正常生活，因此段經歷使其決定投入鑽研胸腔疾病。1939年進入台北帝國大學醫學部就讀，畢業後即在台北帝大醫院服務，並隨桂重鴻教授鑽研肺結核病研究。1945年，擔任台北帝大內科助教，同一年與張雲鬟女士結婚。1950年，在台大傅斯年校長的推荐下，獲得中華教育文化基金董事會的資助，前往美國丹佛猶太醫學研究中心胸腔病學進修，為台大醫學院內科第一人，1954年4月取得日本新潟大學醫學博士。
1951年，一位咳血的輪船機關長原先被當成肺結核治療。楊思標從痰液培養中發現可能是肺吸蟲所致，蟲體可能來自生食蝦蟹貝類，隨後亦進一步研究肺蛭蟲在人體內的路徑。1952年，楊思標曾因為三個來自基隆金瓜石的肺病病人前往當地礦區展開調查，成功追蹤出肺塵病，為臺灣最早發現的職業環境疾病，楊思標亦成為臺灣第一代下鄉調查的醫師之一。1957年，診斷出台灣第一例肺癌病例，同年升任教授，為當時臺灣肺結核及肺吸蟲研究的第一把交椅。
在楊思標的推逛之下，台大醫院與台灣北部的醫學機構開始共同舉辦「胸腔病病例聯合討論會」，為臺灣首次跨院區的胸腔疾病討論會，並成功爭取亞洲太平洋胸腔病會議在台舉辦，為臺灣首次籌辦國際醫學會。1969年，楊思標等人成立「國際胸腔病學會中華民國分會」（今台灣胸腔暨重症加護醫學會），並任第一任理事長。1964年5月，台灣省政府衛生處處長許子秋希望借調宋瑞樓教授擔任省立台中醫院院長，而宋瑞樓則推薦楊思標出任。於是楊思標便於1964年5月至1965年9月期間擔任台中醫院院長，在其任內台中醫院的醫療品質大幅提升，且收入增加了一倍，並強化省立醫院與醫師公會之間的連結。

### 臺大醫院院長
楊思標於1978年至1984年起擔任台灣大學醫學院附設醫院院長，1983年又兼任台大醫學院院長。早期的台大醫院內科並未細分次專科，只分第一內科、第二內科、第三內科，楊思標於臺大醫院內科部首創了胸腔內科。在楊思標擔任臺大醫院院長之前，因台大醫院屬於公立醫院，薪水受公務員薪資制度的限制，因此許多醫師會在家開業或在外院兼差。李鎮源就任院長期間，希望能夠推動專勤制度，減少此類兼差情形，可惜並未成功，直至楊思標就任後，才終於克服了反對聲浪推動專勤制度，調整了台大醫師的待遇，並提供專任加給。
在楊思標擔任臺大院長時期，臺大醫院首次成功完成臺灣第一例、亞洲第三例的三肢坐骨連體嬰分離手術。並於1979年初帶領臺大醫院積極參與「中沙醫療團合作計畫」，擔任中沙醫療團團長。任內也積極協助花蓮慈濟醫院的創設，並促成了日後台大與花蓮慈院建教合作的模式。

### 退休生涯
1989年，楊思標自台大醫院退休，9月17日起擔任甫成立的慈濟護理專科學校首任校長，隔年6月30日退休。從退休後截至2018年，楊思標仍每周往返台北和花蓮，於花蓮慈濟醫院教學看診。
楊思標寓所位於和平基督長老教會旁的青田街日式宿舍，為臺北帝國大學教授及臺北高商佐藤佐教授於1930年代自資興建的住家建築。楊思標退休之後仍繼續居住於該處。2003年，行政院國有財產署署長李瑞倉主張將大學眷舍收歸國有，並暗諷楊思標「曾經是某知名大學醫學院院長，不相信他沒錢買一棟房子」，該言論引起楊氏夫婦不滿，認為20多年前的台大教授薪資比照公務員，沒有多餘儲蓄可買房子。2007年楊思標公館列為歷史建築。

## 經歷
| - 臺灣大學醫學院 內科教授、院長（1983年8月－1985年7月）、名譽教授 - 臺灣大學醫學院附設醫院 實驗診斷科主任、副院長、院長（1978年8月－1984年4月） - 臺大醫學院醫技系主任 - 省立台中醫院院長（1964年5月－1965年9月） - 美國紐約州立大學下州醫學中心客座教授 - 中沙醫療團團長 - 慈濟護理專科學校校長（1989年9月17日－1990年6月30日） - 行政院衛生署顧問 - 行政院衛生署防癆委員會主任委員 - 國際胸腔病學會督導、評議員、中華民國分會會長 - 第二屆亞洲太平洋胸腔病學會議會長 | - 台灣醫學會、中華民國防癆協會、中華民國醫院行政協會理事長 - 台大景福基金會董事長 - 台北病理中心執行長 - 台灣血液基金會副董事長 - 花蓮慈濟醫院、慈濟大學董事 - 中西整合醫學會榮譽理事長 - 台大景福基金會資深顧問 - 台大醫院顧問醫師 - 台北市聯合醫院顧問 - 花蓮慈濟醫院顧問 |

榮譽
- 2018年：第28屆醫療奉獻獎[16]

## 家庭
- 祖父：楊明珠
- 父：楊良
- 母：吳月
- 兄弟
  - 二哥：楊思槐，京都帝國大學文科畢
  - 四弟：楊思松，曾於廈門金融組合任職
  - 五弟：楊思柏

## 相关作品
- 《胸腔X光判讀指引》光碟
- 杨金燕，《百歲醫師以愛奉獻—楊思標教授的醫者之路》，2018年